# Мыза (Гатчинский район)
Мы́за (фин. Hovinmäki, Valasniekka) — деревня в Гатчинском муниципальном округе Ленинградской области.

## История
Впервые упоминается в Писцовой книге Водской пятины 1500 года как деревня Волосница на реце на Суйде в Никольском Суйдовском погосте Копорского уезда.
Затем как пустошь Volosnitzi Ödhe в Суйдовском погосте в шведских «Писцовых книгах Ижорской земли» 1618—1623 годов.
На карте Ингерманландии А. И. Бергенгейма, составленной по материалам 1676 года, она обозначена как деревня Wollawitsa.
На шведской «Генеральной карте провинции Ингерманландии» 1704 года — как мыза Wollanithof.
Как мыза Воласице она упоминается на «Географическом чертеже Ижорской земли» Адриана Шонбека 1705 года.
На карте Санкт-Петербургской губернии Я. Ф. Шмидта 1770 года — как деревня Волосянка.
Деревня являлась вотчиной императрицы Марии Фёдоровны, из которой в 1806—1807 годах были выставлены ратники Императорского батальона милиции.

МЫЗА — деревня принадлежит ведомству Красносельской удельной конторы, число жителей по ревизии: 41 м. п., 41 ж. п. (1838 год)

На карте Ф. Ф. Шуберта 1844 года обозначена как деревня Волостникова, состоящая из 25 дворов.
На этнографической карте Санкт-Петербургской губернии П. И. Кёппена 1849 года она обозначена как деревня «Walasnicka», расположенная на границе ареалов расселения савакотов и эвремейсов. В пояснительном тексте к этнографической карте она записана как две смежные деревни с финским населением: 
- Howinmäki (Мыза), количество жителей на 1848 год: эвремейсов — 11 м. п., 6 ж. п., савакотов — 40 м. п., 48 ж. п., всего 105 человек
- Walasniekka (Валасники, Валасника, Волосникова, Вольнино), количество жителей на 1848 год: эвремейсов — 22 м. п., 33 ж. п., савакотов — 60 м. п., 44 ж. п., всего 159 человек[14]

На карте С. С. Куторги 1852 года обозначена как деревня Волостниково из 25 дворов.

МЫЗА — деревня Красносельской удельной конторы, по просёлочной дороге, число дворов — 16, число душ — 58 м. п. (1856 год)

Согласно «Топографической карте частей Санкт-Петербургской и Выборгской губерний» в 1860 году деревня называлась Мыза и состояла из 22 крестьянских дворов. В деревне располагались: «Хлебозапасный Магазин» и «Рига». Смежно с деревней Мыза находилась деревня Валасники из 33 дворов.

МЫЗА — деревня удельная при речке Суйде, число дворов — 18, число жителей: 51 м. п., 56 ж. п. (1862 год)

Согласно карте 1879 года деревня Мыза состояла из 16 крестьянских дворов, а смежные Волосники — из 30.

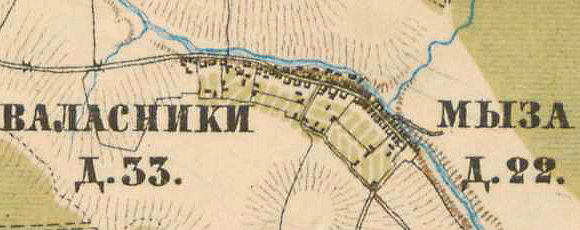
План деревни Мыза. 1885 год

В 1885 году деревня Мыза насчитывала 22 двора, а смежные Валасники — 33.
В конце XIX — начале XX века деревня административно относилась к Гатчинской волости 2-го стана Царскосельского уезда Санкт-Петербургской губернии. Население деревни было исключительно финским.
К 1913 году количество дворов увеличилось до 29.
С 1917 по 1922 год деревня Мыза входила в состав Валасниковского сельсовета Гатчинской волости Детскосельского уезда.
С 1922 года в составе Ковшовского сельсовета.
С 1923 года в составе Заборовского сельсовета.
С 1924 года в составе Ковшовского сельсовета Гатчинской волости Гатчинского уезда.
Согласно данным переписи населения СССР 1926 года в деревне Мыза Ковшовского сельсовета Троцкой волости Троцкого уезда проживали 215 человек, все финны.
С 1927 года в составе Гатчинского района.
В 1928 году население деревни Мыза также составляло 215 человек.
По административным данным 1933 года деревня Мыза и смежная деревня Волосники входили в состав Ковшовского финского национального сельсовета Красногвардейского района.

План деревни Мыза. 1939 год

С 1939 года в составе Сусанинского сельсовета Слуцкого района. Согласно топографической карте 1939 года деревня насчитывала 60 дворов.
С 1 марта 1941 года в составе Воскресенского сельсовета.
C 1 августа 1941 года по 31 декабря 1943 года деревня находилась в оккупации.
С 1953 года в составе Гатчинского района.
В 1958 году население деревни Мыза составляло 143 человека.
По данным 1966 года деревня Мыза также входила в состав Сусанинского сельсовета.
По данным 1973 года деревня входила в состав Пригородного сельсовета.
По данным 1990 года деревня Мыза вновь входила в состав Сусанинского сельсовета.
14 сентября 1991 года в деревне Мыза родилась Ирина Аввакумова — трёхкратная чемпионка России, серебряный призер зимних Олимпийских игр 2022 в смешанных командных соревнованиях по прыжкам на лыжах с трамплина.
В 1997 году в деревне проживали 97 человек, в 2002 году — 68 человек (русские — 75%), в 2007 году — 77.

## География
Деревня расположена в северо-восточной части района на автодороге 41К-513 (Мыза — Ковшово).
Расстояние до административного центра поселения, посёлка Сусанино — 11 км.
Расстояние до ближайшей железнодорожной платформы Сусанино — 7 км.
Деревня находится на правом берегу реки Суйда.

## Демография
| 1862 | 2007 | 2010 | 2017 |
| ---- | ---- | ---- | ---- |
| 107  | ↘77  | ↗292 | ↘278 |

### Национальный состав
Согласно данным Всероссийской переписи населения 2021 года в деревне проживали 165 человек, из них:
 русские — 162, армяне — 1, поляки — 1, узбеки — 1 человек.

## Транспорт
От Гатчины до Мызы можно доехать на автобусе № 538.

## Улицы
Береговая.